# Würding (Bad Füssing)
Würding ist ein Gemeindeteil der Gemeinde Bad Füssing im niederbayerischen Landkreis Passau.

## Lage
Das Pfarrdorf Würding liegt etwas mehr als einen Kilometer östlich von Bad Füssing in der Nähe des Inns.

## Geschichte
Neueste archäologische Ausgrabungen legten einen Friedhof des 5. bis 7. Jahrhundert frei und belegen damit indirekt eine Siedlung mit ortsansässiger Oberschicht im gesamten Frühmittelalter.
Uuirtington wurde 814 erstmals urkundlich erwähnt. Es war Besitz von Kloster Mondsee im Bereich der Pfarrdörfer Weihmörting und Pocking. 1260 wurde der Ort dem Landgericht Griesbach unterstellt.
Schon 1429 war Würding vorübergehend eine zum Kloster Asbach gehörende Pfarrei. In der zweiten Hälfte des 14. Jahrhunderts unterstand sie der Pfarrei Weihmörting. 1471 wurde die Filiale Würding Vikariat der Mutterpfarrei Weihmörting.
Bei einem großen Ortsbrand im Jahr 1504 wurde die Kirche nur leicht beschädigt. Im 16. Jahrhundert wurde das Vikariat von Augustiner-Chorherren im oberösterreichischen Reichersberg pastoriert. Die Pest forderte Mitte des 14. Jahrhunderts und nochmals während des Dreißigjährigen Krieges (1618–1648) viele Opfer.
Das Jahr 1704 brachte die Erhebung Würdings zur Pfarrei. Mit dem Frieden von Teschen 1779 kamen die östlich des Inn gelegenen Gebiete des Kurfürstentums Bayern als „Innviertel“ zu Österreich. Dies hatte auch Auswirkungen auf Würding, da der Untere Inn, der bis dahin in erster Linie ein Handelsweg innerhalb Bayerns gewesen war, damit zum Grenzfluss zwischen Bayern und Österreich ob der Enns wurde.
1861 verwüstete wieder ein Brand den Ort, doch die Kirche blieb verschont.
1954 hatte Würding unter dem schlimmsten Innhochwasser seit Menschengedenken zu leiden. Immer stärker machte sich der Einfluss des benachbarten einstigen Weilers Füssing bemerkbar, der im Jahr 1969 den Titel Bad erhielt. Am 1. April 1971 wurde Würding im Rahmen der Gebietsreform in Bayern mit den Gemeinden Egglfing und Safferstetten zur Großgemeinde Bad Füssing zusammengeschlossen. Am 1. Januar 1972 trat noch Aigen am Inn bei.
1988 wurde das neue Feuerwehrhaus erbaut, 1994 bis 1996 die Ortsmitte neugestaltet sowie der Kindergarten St. Michael und das Bürgerhaus erbaut. Letzteres übernahm die 1991 gegründete Dorfgemeinschaft Würding/Inn e. V. Die Katholische Landjugendbewegung Würding gründete im Jahr 1997 die Volkstheatergruppe Würding am Inn.

## Sehenswürdigkeiten
- Spätgotische Pfarrkirche Maria Himmelfahrt, 1468 erbaut. 1891 wurden die Seitenschiffe angefügt. Der Innenraum erhielt eine neugotische Einrichtung.